# 김형선 (1939년)
김형선은 1994년부터 2000년까지 대법관을 역임한 법조인이다.

## 생애
전라남도 여천 출신으로 여수고등학교와 서울대학교 법과대학을 졸업하고 제14회 고등고시 사법과에 합격해 1982년부터 1985년까지 사법연수원 교수와 수석교수를 지내기도 했지만 서울민사지법 부장판사, 서울고등법원 부장판사, 서울지법 북부지원장, 제주지방법원장, 부산지방법원장 등을 역임했으며 수원지방법원장에 재직 중이던 1994년 7월 김영삼 대통령에 의해 임기 6년의 대법관에 임명되었다. 대법관을 지낸 사광욱의 딸인 사현자가 배우자다. 1996년에는 법조계, 학계, 언론계, 재계 등 각계 인사들로 구성된 사법연수원 발전위원회 위원장을 맡아 검찰과 법원 관련 강의시간을 줄이고 변호사 관련 강의시간과 변호사 실무 수습 비중을 늘리는 사법연수원 개편안을 확정했다.

## 주요 판결
1994년 8월 12일  건축물 철거 처분 취소 청구소송 재판을 방청하던 소송 당사자인 60세 김모씨가 상고기각 판결이 있자 "당신은 매국노"라며 고함을 지르고 소란을 피워 즉심에 회부된 사건에서 구류 3일 감치 명령을 선고했다.
1996년 7월 3일 지방자치 선거에서 상대 후보의 전과사실을 공개해 후보자 비방으로 기소된 동대문구의원 출마자인 정병걸에 대한 상고심에서  "표현의 자유라는 공공의 이익과 개인의 명예보호라는 사적 이익이 충돌할 때 전자가 현저히 중요할 때만이 아니라 후보자에 대한 충분한 정보가 제공돼야 하는 공직선거에서 후보자에 대한 충분한 정보가 제공되어야 하는 만큼 설령 사적이익보다 우월하지 않더라도 공공의 이익이 존재하고 거기에 상당한 이유가 있다"는 이유로 유죄를 판결한 원심을 파기하고 무죄 취지로 서울고등법원으로 환송했다.
1996년 7월 28일 1993년에 있었던 부천시 초등학교 여학생 살인사건의 중학생 피고인에 대해 "혐의를 확신하게 증거가 없음에도 유죄를 선고한 원심은 채증법칙 위배의 위법이 있다"는 이유로 유죄를 선고한 원심을 파기하고 서울고등법원으로
1996년 8월 27일 여성 전화교환원 정년을 다른 직원보다 5년이 낮은 53세로 제한한 것은 근로기준법상 남녀차별대우 금지조항에 해당하지 않는다고 했다. 이 판결로 김형선은 1997년 3월 8일 여성의 날에 한국여성단체협의회가 여권 신장 걸림돌에 선정했다.
1997년 7월 6일 특정경제범죄가중처벌법상 수재 혐의로 기소된 문모씨 상고심에서 "피고인의 자백이 임의적 진술이라기 보다 30여시간 잠을 재우지 않은 채 검사가 교대로 신문을 하면서 회유했다는 의심이 든다"는 이유로 "피의자 신문조서의 증거능력이 없다"고 하면서도 "금품 제공자의 검찰조사 내용과 압수된 경비 장부에 기재된 금융거래 내용 등  그밖의증거로 판단하여 유죄가 인정된다"며 징역1년6월 집행유예3년을 선고한 원심을 확정했다.
1996년 10월 30일에 "약정서에 최대한 협조한다는 문구를 썻더라도 그 의무를 법적으로 이행할 수는 없지만 사정이 허락하는 한 지키겠다"는 뜻으로 강제력을 가진 것으로 볼 수 없다는 이유로 원심을 파기하고 창원지방법원으로 환송했다.
1997년 7월 25일에 아랍인 교수로 위장해 국내에서 간첩활동을 한 혐의로 징역15년 자격정지12년을 선고받은 정수일(일명 무하마드 깐수)의 국가보안법위반 사건 상고심에서 "신문 방송 등에 보도돼 이미 공지의 사실이 된 사항은 국가보안법상 국가기밀이 아니다"는 이유로 국가기밀탐지,수집전달 부분 중에서 일부에 대해 무죄를 판단하면서 서울고등법원으로 환송했다
1998년 7월 6일에 삼성전자 온양공장 주변 주민들이 회사를 상대로 제기한 송전선로 철거 요구 소송 상고심에서 "삼성전자 측이 가처분 소송 중에 폭력적인 방법으로 공사를 시행한 것은 잘못"이라며 원고패소 판결을 한 원심을 파기하고 서울고등법원으로 환송했다.
1998년 10월 30일에 교통사고 가해자로부터 "사건 처리를 하지 말고 합의할 수 있도록 도와달라"는 부탁과 함께 20만원을 받아 징계위원회에서 해임된 전직 경찰관이 서울지방경찰청장을 상대로 제기한 해임취소 소송 상고심에서 "소액이라도 돈을 받고 합의를 종용하고 사건 처리를 미룬 것은 해임 사유에 해당한다"는 이유로 무죄판결한 원심을 깨고 서울고등법원으로 환송했다.